# Älvnäs
Älvnäs est une localité de Suède dans la commune d'Ekerö située dans le comté de Stockholm.
Sa population était de 785 habitants en 2019.